# معركة يوم النحر (1052)
معركة يوم النحر (1052) هي أولى الاشتبكات العسكرية بين الدولة الزيرية وبنو هلال، في خضم الغزو الهلالي لإفريقية.

## الخلفية
بعد القطيعة بين القيروان والقاهرة، أرسل الفاطميون بني هلال ليعاقبوا الزيريين المتمردين، و بعد أحداث حصلت بين مؤنس بن يحيى و المعز بن باديس انطلق العرب في نهب البلاد و حتى بعد الاتفاقات استمروا في ذلك، فاضطر المعز بن باديس أن يرد.

## المعركة
بعد ان انتصر على أخي مؤنس، عسكر المعز خارج القيروان، و أرسل طليعة من جيشه الكبير إلى الجنوب بقيادة ابن سلبون و زكنون بن واعلان و زيري الصنهاجي، كان اليوم آنذاك عيد الأضحى 13 أفريل 1052 الموافق 10 ذو الحجة 443، فهاجم الجيش الزيري العرب خلال صلاة العيد، الا أن العرب ركبوا خيولهم و امسكوا اسلحتهمم و اتجهوا للدفاع عن أنفسهم، فانتصروا و قُتِلَ الكثير من صنهاجة.

## العواقب
بعد هذه المعركة بيوم واحد هُزم المعز في معركة حيدران الشهيرة، و تقدم العرب و حاصروا القيروان طويلا إلى أن دخلوها.